# L'uomo da sei milioni di dollari (media franchise)

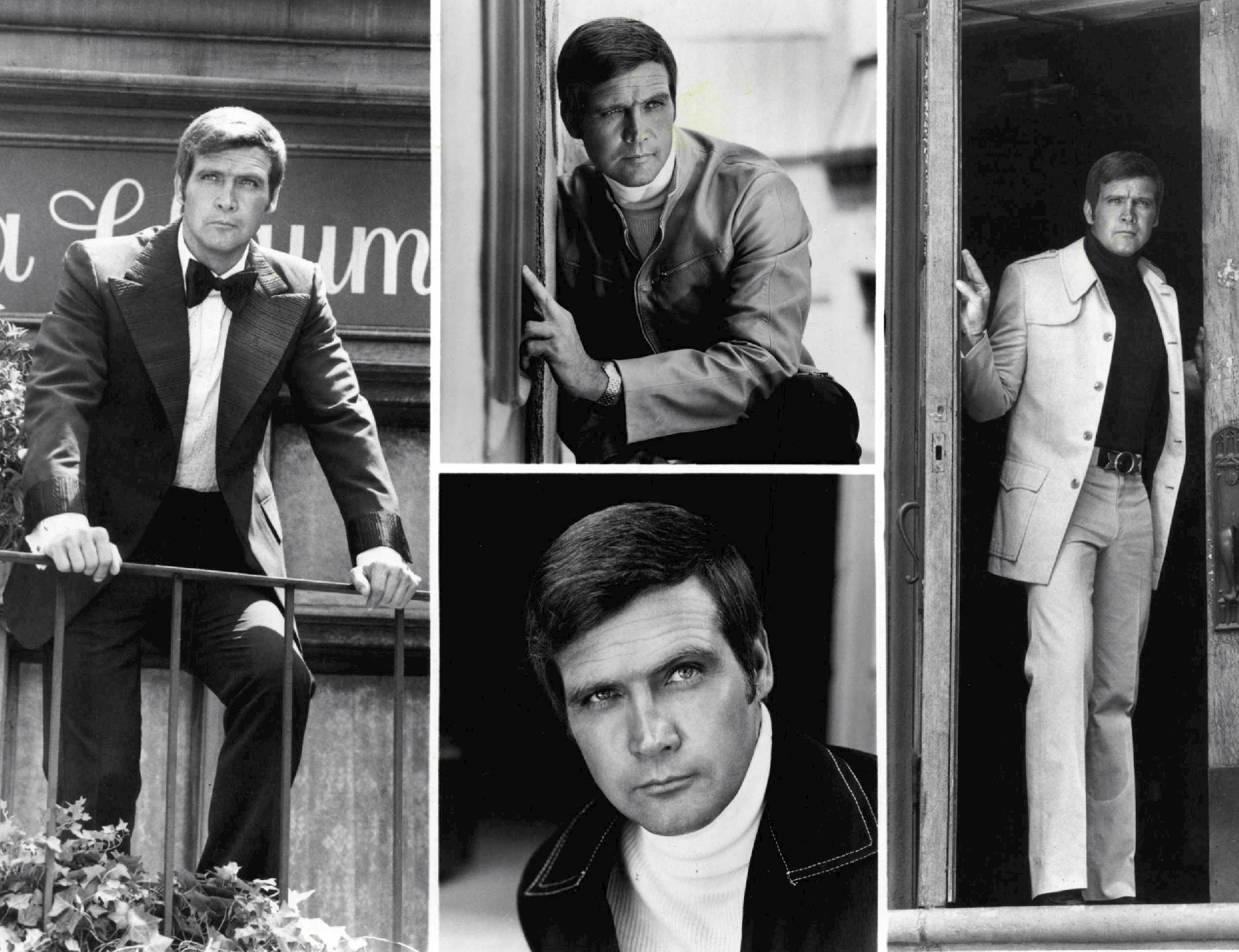
Lee Majors nei panni di Steve Austin, l'"uomo da sei milioni di dollari" protagonista del franchise.

L'uomo da sei milioni di dollari (The Six Million Dollar Man) è un media franchise statunitense di fantascienza. Comprende quattro romanzi scritti da Martin Caidin, da cui sono stati tratti sei film per la televisione e tre serie televisive (L'uomo da sei milioni di dollari e lo spin-off, La donna bionica, di cui è stato poi prodotto il remake Bionic Woman), per le emittenti televisive ABC, NBC e CBS. Sono stati inoltre prodotti romanzi con novelizzazioni dei film per la televisione o di doppi episodi della serie originale, fumetti, audiolibri, oltre a numeroso merchandising, comprese due linee di action figure della Kenner raffiguranti i personaggi principali delle due serie degli anni settanta. Dal 2014 è inoltre in cantiere un film reboot, intitolato The Six Billion Dollar Man.
Del franchise è protagonista principalmente il personaggio di Steve Austin, interpretato da Lee Majors e creato da Martin Caidin per i suoi romanzi e in seguito adattato per la televisione da Kenneth Johnson. Protagonista secondaria, principalmente dello spin-off La donna bionica e del suo remake Bionic Woman, è il personaggio di Jaime Sommers, interpretata nella serie originale da Lindsay Wagner e nel remake da Michelle Ryan, creata non da Caidin per i suoi romanzi, ma da Johnson per la serie televisiva originale e adattata da David Eick per la serie remake.
Entrambi i personaggi protagonisti, Steve Austin e Jaime Sommers, sono considerati delle icone televisive della fantascienza degli anni settanta, e Jaime Sommers è inoltre considerata una icona femminista, al pari di altri personaggi immaginari femminili dotati di forza e iniziativa, come ad esempio Wonder Woman.

## Romanzi
Martin Caidin ha scritto quattro romanzi, con protagonista la sua versione di Steve Austin. La serie è iniziata nel 1972 con il romanzo Cyborg ed è terminata nel 1975 con il romanzo Cyborg IV. Sebbene molti altri scrittori come Mike Jahn abbiano in seguito scritto altri romanzi basati sulla serie televisiva, nella maggior parte dei casi questi scrittori hanno scelto di basare il loro personaggio sulla versione letteraria di Austin piuttosto che sulla versione televisiva del personaggio. Di conseguenza, molte delle novelizzazioni molto spesso differiscono dagli episodi televisivi, poiché l'assassino a sangue freddo dei romanzi di Caidin finisce col gestire sempre le cose in modo diverso rispetto alla sua controparte televisiva, che non compie mai omicidi. Per esempio il libro di Jahn International Incidents, un adattamento dell'episodio Amore in palestra (Love Song for Tanya, originalmente trasmesso il 15 febbraio 1976), termina con Austin che usa la pistola a dardi avvelenati nella sua mano bionica per uccidere un agente nemico. Nell'episodio televisivo, poiché Steve Austin non è armato, il cattivo viene semplicemente catturato.
La Warner Books ha in seguito pubblicato una collana di libri tascabili intitolata Six Million Dollar Man come parte del merchandising della serie televisiva L'uomo da sei milioni di dollari. In questa collana, dei romanzi originali scritti da Martin Caidin, compaiono solamente High Crystal e Cyborg IV, ma non gli altri due. Inoltre non c'è alcuna continuità tra i romanzi della serie Cyborg di Caidin e gli altri romanzi usciti nella stessa collana e scritti da autori come Mike Jahn e Jay Barbree, che erano invece solamente delle trasposizioni romanzate di episodi televisivi della serie L'uomo da sei milioni di dollari, apparendo quindi tra loro completamente slegati.

### Serie originale

#### Cyborg
Cyborg, pubblicato nel 1972 dalla Arbor House, è il primo romanzo della saga de L'uomo da sei milioni di dollari. Il romanzo racconta la storia dell'astronauta e pilota collaudatore Steve Austin, che subisce un incidente catastrofico durante un volo, che lo lascia con tutti gli arti distrutti tranne uno, cieco da un occhio e con altre gravi ferite. Allo stesso tempo, un ente governativo statunitense segreto, l'Office of Strategic Operations (OSO), si interessa al lavoro del dottor Rudy Wells sulla bionica, ovvero la sostituzione di parti del corpo umano con protesi meccaniche che (nel contesto di questo romanzo) sono più potenti degli arti originali. Wells è anche un buon amico di Austin, quindi quando il capo dell'OSO, Oscar Goldman, invita, o meglio, ordina, a Wells di ricostruire Austin con arti bionici, Wells accetta.
Steve Austin viene così dotato di due nuove gambe capaci di spingerlo a grande velocità e di un braccio sinistro bionico con una destrezza quasi umana e la forza di un ariete. Una delle dita della mano incorpora una pistola a dardi avvelenati. Il suo occhio sinistro viene sostituito da un occhio falso e rimovibile che viene utilizzato per ospitare una macchina fotografica in miniatura. Altre alterazioni fisiche includono l'installazione di una piastra cranica in acciaio per sostituire l'osso frantumato dall'incidente e un trasmettitore radio incorporato in una costola. Questi impianti ne fanno un cyborg, nome da cui prende il titolo il romanzo.
La prima metà del romanzo descrive sia la reazione di Austin alle sue ferite originali (tenta di suicidarsi) sia la sua reazione inizialmente risentita nel venire ricostruito con delle protesi bioniche. L'operazione però ha un costo: Austin deve impegnarsi a lavorare per l'OSO come agente. La seconda metà del romanzo descrive Austin che viene affiancato a un'agente donna già esperta e una sua missione in Medio Oriente, dove viene utilizzato al contempo come spia e come arma. Austin, che ha già iniziato ad apprezzare i suoi impianti bionici, fa molto affidamento sul suo potenziamento durante la missione e alla fine accetta il suo ruolo.

#### Operation Nuke
Steve Austin, l'astronauta divenuto un cyborg e lavorando per una branca segreta dei servizi segreti statunitensi, si ritrova sulle tracce di un'organizzazione criminale che usa il ricatto nucleare per tenere il mondo sotto scacco.
Il romanzo viene pubblicato come seguito del precedente Cyborg, sempre dall'editore Arbor House, nel 1973, poco prima che Cyborg venisse adattato per la televisione. La prima edizione tascabile del romanzo è stata pubblicata come parte del merchandising della serie.

#### High Crystal
Steve Austin viene inviato in Perù per indagare su una misteriosa fonte di energia nelle rovine di un'antica civiltà, ma Austin e il suo team scoprono presto che anche un'organizzazione criminale ha messo gli occhi sull'ottenimento del potere contenuto nel cosiddetto High Crystal.
Il romanzo viene pubblicato nel 1974, come secondo seguito dell'opera di Caidin del 1972 Cyborg. Sebbene pubblicato dopo l'inizio della serie televisiva, il libro non condivide alcuna continuità con essa.

#### Cyborg IV
La coscienza di Steve Austin viene collegata a un'astronave di nuova generazione, creando così un'unione tra uomo e macchina. Nel frattempo, una forza nemica progetta di utilizzare una tecnologia simile per i propri fini.
Il romanzo viene pubblicato nel 1975, come quarto e ultimo libro della serie di romanzi che Caidin ha iniziato nel 1972 con Cyborg. Cyborg IV è stato pubblicato dopo che il romanzo originale di Caidin è stato adattato per la televisione, nei tre film e nella serie televisiva L'uomo da sei milioni di dollari. La prima edizione tascabile del romanzo da parte della Warner Books, è stata pubblicata come parte del merchandising della serie televisiva, uscendo come "volume 6" della collana di libri Six Million Dollar Man della Warner.

### Novelizzazioni

#### Wine, Women and War
Il primo adattamento in forma di romanzo di una storia per la televisione, avviene con il romanzo Wine, Women and War, pubblicato nel 1975 dall'editore Star. Si tratta della trasposizione, per opera dello scrittore Michael Jahn, in formato letterario del secondo film per la televisione della saga de L'uomo da sei milioni di dollari, ovvero il film L'uomo da sei milioni di dollari - Vino, donne e guerra, diretto da Russ Mayberry e trasmesso dalla ABC nel corso del 1973.
Nonostante il romanzo sia basato sulla sceneggiature del film per la televisione, scritta da Glen A. Larson, il romanzo contiene delle differenze rispetto al film e incorpora elementi di continuità con i romanzi di Caidin, come ad esempio Steve Austin equipaggiato con una pistola a dardi avvelenati incorporata nel suo braccio bionico.
L'edizione britannica del volume presenta una copertina che mostra l'attore Lee Majors impugnare un fucile e accreditare l'autore originale della saga, Martin Caidin, al posto di Michael Jahn.

## Televisione

### Film per la televisione "piloti"
Il primo romanzo di Caidin è stato la fonte di ispirazione per tre film per la televisione del 1973, considerati anche come piloti della successiva serie televisiva, prodotta a partire dall'anno 1974 per l'emittente televisiva statunitense ABC.
Quando la serie L'uomo da sei milioni di dollari è stata distribuita in syndication sulle reti televisive locali statunitensi, i tre film per la televisione del 1973 sono stati tutti rieditati in episodi in due parti, inserendoli tra gli episodi della serie stessa. Per lo scopo i film sono stati tutti rimontati integrandoli ampiamente con filmati di repertorio e spezzoni tratti da altri episodi, il che ha prodotto una certa discontinuità all'interno delle storie stesse, facendole diventare per altro inutilmente prolisse. 

#### Dalla luna al deserto
Steve Austin è membro civile del programma spaziale della NASA che durante un test su di un aeroplano sperimentale perde il controllo del mezzo e si schianta, subendo gravissime ferite. Su suggerimento del proprio amico, il dottor Rudy Wells, già esperto in materia di bionica, e su istigazione di Oliver Spencer, direttore dell'Office of Scientific Operations (OSO), Austin si sottopone a un intervento sperimentale in cui gli vengono sostituiti un occhio, il braccio destro ed entrambe le gambe. Questi impianti gli conferiscono poteri superiori a quelli di un normale essere umano. In cambio della sua operazione viene arruolato dall'OSO in qualità di agente segreto e inviato per la sua prima operazione a liberare un diplomatico tenuto in ostaggio da un gruppo terroristico in Arabia Saudita. Scoperto che l'ostaggio era già morto da diverse settimane e riuscito a fuggire assieme a un altro ostaggio, Austin scopre che questo era solamente un test.
Prodotto tra la fine del 1972 e l'inizio del 1973, circa un anno prima dell'inizio della serie televisiva L'uomo da sei milioni di dollari, il film viene concepito e trasmesso come opera a sé stante, il 7 marzo 1973 dalla ABC, all'interno della serie The ABC Wednesday Movie of the Week, più di sei mesi prima dell'uscita del seguito, L'uomo da sei milioni di dollari - Vino, donne e guerra.
Protagonisti del film sono Lee Majors, nella sua prima apparizione nei panni di Steve Austin, personaggio che tornerà a interpretare in tutte le sue successiva apparizioni; Barbara Anderson, nei panni dell'infermiera Jean Manners, che assiste Austin e di cui finisce per innamorarsi, venendo tuttavia allontanata da questi alla fine del film perché lui non vuole legami affettivi permanenti; Martin Balsam, nei panni del dottor Rudy Wells, esperto di bionica e amico di Austin, che ritornerà anche nelle successive opere, tuttavia interpretato da attori differenti; Darren McGavin, nei panni di 
Oliver Spencer, capo dell'Office of Scientific Operations, che chiede a Rudy Wells di intervenire su Steve Austin per trasformarlo in un cyborg, divenendone in seguito capo operazioni. Quest'ultimo personaggio non è presente nel romanzo originale Cyborg di Martin Caidin, né lo sarà nelle opere successive: nel romanzo al suo posto troviamo Oscar Goldman, che comparirà anche nelle successive serie L'uomo da sei milioni di dollari e La donna bionica, interpretato da Richard Anderson.

#### Vino, donne e guerra

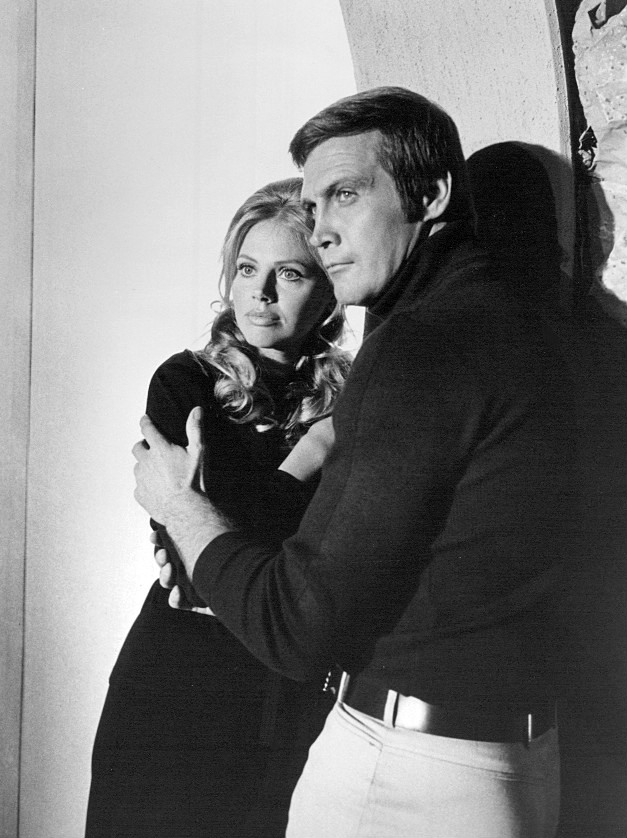
Britt Ekland e Lee Majors in una scena del film

Il colonnello Steve Austin è reduce da una missione in Egitto per rubare il catalogo di un trafficante d'armi, nella quale la sua amante è rimasta uccisa. Steve Austin è così molto risentito quando Oscar Goldman gli chiede di tornare sul campo per una nuova missione. Austin decide così di scappare dalla struttura dell'Office of Scientific Intelligence, per dirigersi verso una destinazione caraibica, dove abita un amico, all'oscuro che la sua vacanza è in realtà manipolata dagli agenti dell'OSI. Austin si ritrova così nuovamente sulle tracce del trafficante d'armi, con in cuore il desiderio di vendicare la morte della propria amante.
Trasmesso il 20 ottobre 1973 e secondo dei tre film per la televisione mandati in onda dalla rete ABC nel 1973, rispetto al precedente L'uomo da sei milioni di dollari - Dalla Luna al deserto, che era una trasposizione del romanzo Cyborg di Martin Caidin, questo film non è un adattamento del secondo romanzo dello scrittore, Operation Nuke, ma presenta una trama originale scritta appositamente per la televisione.

#### Complotto internazionale

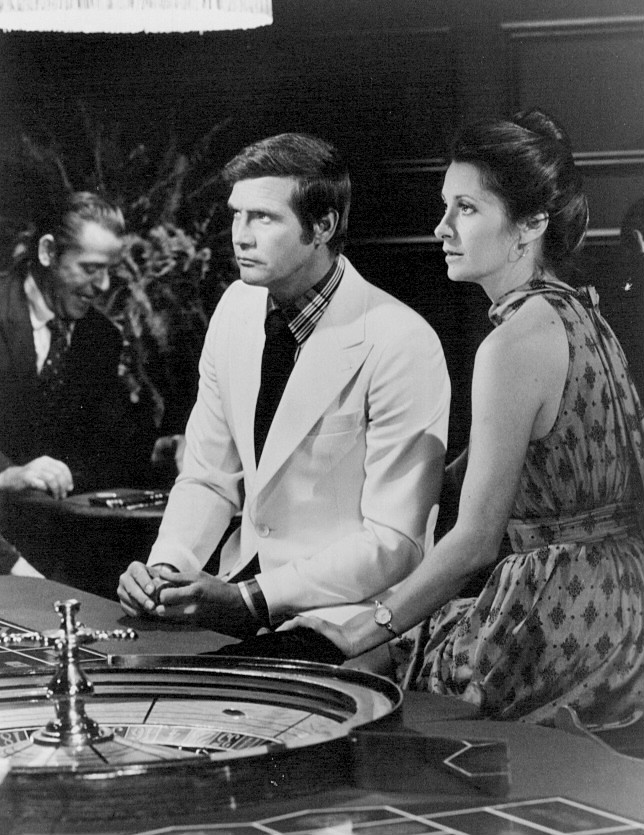
Lee Majors ed Elizabeth Ashley in una scena del film

L'organizzazione criminale La Compagnia (in inglese The Company), dopo aver rapito l'ambasciatore statunitense Scott, liberato dall'intervento di Steve Austin, rapisce anche l'agente immobiliare William Henry Cameron, chiedendo in riscatto 1 miliardo di dollari. La morte di uno dei rapitori, porta a coinvolgere la dottoressa Erica Bergner, che ha sviluppato un metodo per trasferire cellule cerebrali, e quindi la memoria, da un essere umano all'altro, offrendosi come cavia per impiantare le cellule del rapitore deceduto. Questo riesce a procurarle delle immagini che guidano lei e Austin prima a Lucerna, in Svizzera e quindi in un casinò, dove incontrano la Contessa de Rojas, che aveva fatto da tramite tra Cameron e la banda di rapitori. Le visioni della dottoressa Bergner li conducono a bordo di una nave, dove Cameron viene tenuto prigioniero. Austin lo libererà catturando anche il presidente della Compagnia.
Così come già avvenuto per il precedente L'uomo da sei milioni di dollari - Vino, donne e guerra, anche in questo caso la produzione non adatta un romanzo di Martin Caidin della serie Cyborg, ma sviluppa una storia originale, affidando il soggetto ad Alan Caillou e Larry Alexander e la sceneggiatura a Larry Alexander.

### L'uomo da sei milioni di dollari
A seguito del successo dei film per la televisione, la ABC decide produrre la serie televisiva L'uomo da sei milioni di dollari (The Six Million Dollar Man). La serie viene trasmessa per cinque stagioni, dal 1974 al 1978.
La versione trasmessa in syndication presenta inoltre una serie di episodi modificati rispetto alla serie originalmente trasmessa dalla ABC. Ad esempio l'episodio de L'uomo da sei milioni di dollari della quarta stagione, Uccidete Oscar - 2ª parte (Kill Oscar: Part 2), è stato trasferito nella serie La donna bionica, così da preservare l'arco narrativo della seconda serie, mentre l'episodio della seconda stagione de La donna bionica, Gli extraterrestri - 2ª parte (The Return of Bigfoot: Part II) è stato spostato alla serie L'uomo da sei milioni di dollari.

### La donna bionica
Dal 1976 al 1978 è stata trasmessa la serie televisiva La donna bionica (The Bionic Woman), ideata da Kenneth Johnson e andata in onda sulle reti televisive statunitensi ABC e NBC, nasce come spin-off della serie L'uomo da sei milioni di dollari. Protagonista della serie nei panni di Jaime Sommers è l'attrice statunitense Lindsay Wagner, che la impersona per la prima volta, tra il 1975 e il 1976, in alcuni episodi della serie televisiva L'uomo da sei milioni di dollari, riprendendola poi in questo spin off. La parte vale all'attrice un Emmy Award quale migliore attrice protagonista in una serie drammatica nel 1977; un TV Land Award quale Greatest Gear or Admirable Apparatus nel 2007, dopo essere stata candidata quale Superest Super Hero nel 2003 e Greatest Gear or Admirable Apparatus nel 2006; due candidatura ai Golden Globe, nel 1977 e 1978, quale miglior attrice in una serie drammatica. Jaime Sommers è considerata una vera e propria icona femminista nell'immaginario collettivo, al pari di altri personaggi immaginari femminili dotati di forza e iniziativa, come ad esempio Wonder Woman.

### Film per la televisionereunion
A spingere per la realizzazione del primo film reunion è stato l'attore Richard Anderson, che nella serie interpreta il personaggio di Oscar Goldman, che è anche, seppur non accreditato come tale, uno dei produttori del film Il ritorno dell'uomo da sei milioni di dollari. Il suo contratto con gli Universal Studios stabiliva che questo film sarebbe dovuto servire come pilota per una nuova serie televisiva, che prevedeva di seguire le avventure del figlio di Steve Austin, Michael Austin, divenuto il nuovo "uomo bionico". Tuttavia, se la serie non sarebbe stata prodotta, il contratto stabiliva che sarebbero seguiti altri due film reunion.

#### Il ritorno dell'uomo da sei milioni di dollari
Steve Austin vuole riconciliarsi con il figlio Michael, avuto da una donna di nome Karen molti anni prima, che lui aveva abbandonato. Nel contempo Oscar Goldman fa in modo che Steve e Jaime Sommers si rincontrino: lei, dopo aver subito una commozione cerebrale durante una missione, ha recuperato i propri ricordi, compreso quello del rapporto che aveva con Steve. Durante il diploma, Michael si esibisce con il proprio jet, ma il velivolo viene sabotato dall'organizzazione terroristica Fortress, capeggiata da Lyle Stenning, che desidera vendicarsi di Austin, e Michael subisce così un grave incidente. Il dottor Rudy Wells interviene sul ragazzo e lo rende bionico come il padre, ma a questo punto l'organizzazione Fortress decide di rapire Michael e il dottor Wells, per appropriarsi della nuova tecnologia bionica. Steve Austin e Jaime Sommers, dopo essersi riconciliati e aver deciso di iniziare una nuova relazione, intervengono, salvano Michael e sgominano l'organizzazione Fortress. 
Il 17 maggio 1987 viene trasmesso su NBC un film per la televisione che vuole rappresentare una reunion dei cast delle due serie televisive "bioniche", L'uomo da sei milioni di dollari e La donna bionica, Il ritorno dell'uomo da sei milioni di dollari, il cui titolo originale, Return of the Six Million Dollar Man and the Bionic Woman, fa più esplicitamente riferimento al fatto che si tratti di un crossover tra le due serie televisive. Il film inoltre vorrebbe rappresentare il potenziale pilota per il lancio di una nuova serie spin-off con protagonista il figlio di Steve Austin, Michael Austin, interpretato dall'attore Tom Schanley, ma la cosa non si concretizzerà.
Nel film compaiono come guest star Martin Landau, nei panni di Lyle Stenning, capo di un gruppo terroristico sconfitto da Steve Austin anni addietro, e Gary Lockwood, nei panni di John Praiser, capo dello staff dell'OSI che si rivelerà essere un traditore. Una piccola parte viene inoltre affidata da Bryan Cranston, che diverrà celebre anni dopo per il personaggio di Walter White, nella serie televisiva Breaking Bad.

#### Scontro bionico
Oscar Goldman convince Steve Austin a rientrare dalla pensione per lavorare come capo della sicurezza per i World Unity Games, ma qualcuno trafuga importanti informazioni sulla sicurezza dei giochi. Nel frattempo Jaime Sommers sta fornendo supporto alla preparazione di un nuovo agente bionico dell'OSI: Kate Mason. Data la fuga di informazioni, viene messo a capo dell'OSI il generale John McAllister, che interroga Steve e Jaime. Ma i sospetti su di loro risultano infondati, perché un'organizzazione nemica ha creato un proprio agente bionico impiegato sul campo. Questo agente piazza una bomba sulla barca di Austin per ucciderlo, finendo per colpire invece il nipote di Oscar Goldman, Jim, che rimane ferito. Tramite uno stratagemma Oscar Goldman si infiltra nell'organizzazione nemica, scoprendo alla fine che si tratta di un tradimento dall'interno: a complottare contro l'OSI e i suoi agenti, sono il vice direttore della CIA Charles Esterman, il generale sovietico Dzerinsky e l'agente dell'OSI Alan Devlin, che è la spia dotata di impianti bionici. Kate Mason interviene e uccide Devlin, mentre Esterman e il suo complice Dzerinsky finiscono in carcere.
Il film secondo film della trilogia reunion viene trasmesso il 30 aprile 1989 dalla NBC e anche in questo caso avrebbe dovuto rappresentare il pilota per una nuova serie televisiva basata sulle avventure di Kate Mason (una quasi esordiente Sandra Bullock), la nuova "donna bionica", ma la cosa non si è mai concretizzata.

#### Il ritorno della donna bionica
Un virus informatico mette fuori uso gli imbianti bionici di Jaime Sommers, proprio mentre sta per sposarsi con Steve Austin, cosa che la costringe ad annullare il matrimonio mentre il dottor Rudy Wells indaga per capire come porre rimedio ai suoi problemi. Nel frattempo Steve Austin è in missione alle Bahamas con la collega dell'OSI Kimberly Harmon, per combattere contro un terrorista che minaccia di scatenare un conflitto atomico, quando anche i suoi impianti vengono compromessi dal medesimo virus informatico che ha colpito gli impianti di Jaime.
Trasmesso il 29 novembre 1994 dall'emittente televisiva statunitense CBS, Il ritorno della donna bionica, a differenza dei primi due film, che presentavano due nuovi personaggi per potenziali serie spin-off, non viene prodotto come potenziale film pilota per una nuova serie, ma come semplice capitolo finale della saga per l'uscita di scena definitiva degli personaggi delle serie originali Steve Austin, Jaime Sommers, Oscar Goldman e Rudy Wells.

### Bionic Woman
Nel 2007 David Eick ha voluto riportare in vita il personaggio di Jaime Sommers che negli anni si è rivelato un'influente icona femminista della fantascienza televisiva, producendo una serie remake e reboot della serie La donna bionica, dando così vita alla serie televisiva Bionic Woman, di cui è stato il produttore esecutivo assieme a Laeta Kalogridis e Jason Smilovic. La serie è stata realizzata per l'emittente televisiva NBC, che aveva già trasmesso la terza stagione della serie originale ed era in possesso dei diritti televisivi del titolo.
A interpretare il personaggio protagonista viene ingaggiata l'attrice britannica Michelle Ryan e il personaggio di Jaime Sommers viene radicalmente ridisegnato: le sue origini, la sua professione, la sua biografia e in parte anche la tecnologia bionica, vengono completamente riscritti. Jaime non è più una campionessa di tennis, ma una barista di San Francisco originaria dell'Iowa, dotata di protesi cibernetiche che le conferiscono forza e poteri superiori, che viene assunta come agente segreto da un'organizzazione antiterroristica. Nella serie compaiono diversi attori protagonisti di un'altra celebre serie televisiva prodotta da Eick, Battlestar Galactica, tra cui Katee Sackhoff, Callum Keith Rennie, Mark Sheppard e Aaron Douglas.
Dopo il successo iniziale dei primi episodi della serie, tuttavia, gli ascolti sono progressivamente diminuiti, a questo si è aggiunto lo sciopero del sindacato degli sceneggiatori e alcuni problemi sorti tra gli autori della serie. Sono così stati trasmessi solo otto episodi e nel marzo 2008 la NBC ha ufficialmente cancellato la serie.

## Cinema

### Secret of Bigfoot
Nel 1979 è stato distribuito nei cinema degli Stati Uniti e di altri paesi il film Secret of Bigfoot, per la regia di Alan Crosland Jr., composto dall'assemblaggio del doppio episodio della terza stagione Il segreto del bigfoot - 1ª parte e Il segreto del bigfoot - 2ª parte, trasmessi rispettivamente il 1º e il 4 febbraio 1976.

### Squali!
Nell'ottobre del 1979 è stato distribuito nelle sale cinematografiche italiane il film Squali!, costituito dai primi due episodi della quinta stagione, Squali - 1ª parte e Squali - 2ª parte (Sharks: Part 1 e Sharks: Part 2, originalmente trasmessi rispettivamente l'11 e il 18 settembre 1977), all'epoca ancora inediti al pubblico italiano, montati insieme.

### The Bionic Man
Nel 1995 la Universal Pictures sviluppa un primo progetto per un film cinematografico. La sceneggiatura viene scritta da Kevin Smith, ma il progetto non si è mai concretizzato. Nel dicembre del 2001, viene annunciato che la Universal ha stretto un accordo con la Dimension Films per un progetto dopo che il presidente della Dimension, Bob Weinstein, ne ha intuito le potenzialità come possibile franchise. La Universal era ancora in possesso dei diritti della serie televisiva originale, mentre la Dimension aveva acquistato i diritti del romanzo originale Cyborg, così come degli altri tre sequel scritti da Caidin: Operation Nuke, High Crystal e Cyborg IV. Larry Gordon e Scott Faye avrebbero dovuto produrre il film con la Collision Entertainment di Paul Rosenberg. Il progetto però non ebbe alcun seguito e la sceneggiatura scritta da Kevin Smith venne poi adattata per la serie di fumetti intitolata The Bionic Man, lanciata nel 2011 dalla Dynamite Comics.

### The Six Billion Dollar Man
Nell'ottobre del 2002 Trevor Sands viene ingaggiato per scrivere una nuova sceneggiatura intitolata The Six Billion Dollar Man (lett. "L'uomo da sei miliardi di dollari"), ma la Dimension scartò il progetto quando l'attore Jim Carrey propose una versione comica del film in cui avrebbe dovuto recitare, con Scot Armstrong come sceneggiatore e Todd Phillips come regista/co-sceneggiatore. Le riprese avrebbero dovuto iniziare nel 2004. In un'intervista del luglio 2006 al Comic-Con di San Diego, Richard Anderson, l'attore che nella serie originale interpreta Oscar Goldman, dichiara che era stato coinvolto nella produzione di un film tratto dalla serie, ma i diritti erano all'epoca contesi tra la Miramax e la Universal.
Il 6 novembre 2014 viene annunciata la messa in cantiere del progetto per un film reboot del franchise, che riprendeva il titolo The Six Billion Dollar Man del progetto del 2002 sceneggiato da Trevor Sands. L'attore Mark Wahlberg avrebbe interpretato il protagonista Steve Austin, mentre Peter Berg lo avrebbe diretto. Ambedue lo avrebbero inoltre prodotto per la Weinstein Company e la Dimension Films con l'apporto della Universal. Il film avrebbe dovuto presentare una bionica e delle tecnologia più moderne e aggiornate. Le riprese del film sarebbero dovute iniziare nel 2015, così da poter distribuire il film nelle sale l'anno successivo.
Il 2 novembre 2015 viene data la notizia che Peter Berg avrebbe lasciato la direzione del film, venendo sostituito Damián Szifrón, che ne avrebbe scritto anche la sceneggiatura. Le riprese sarebbero dovute iniziare a settembre 2016, con una data di uscita prevista per il 22 dicembre 2017. Nel dicembre 2017 The Weinstein Company vende i diritti del film alla Warner Bros. Nel gennaio 2018 viene annunciato che le riprese sarebbero iniziate a metà dello stesso anno. Nell'aprile successivo, viene indicata come data di uscita la metà del 2019. La distribuzione del film viene spostata al 5 giugno 2020 dopo che Wonder Woman 1984 ne ha preso il posto per la data di uscita prevista e, nell'aprile 2019, Travis Knight e Bill Dubuque sostituiscono Szifron, rispettivamente come regista e sceneggiatore.
A gennaio 2021 la data di uscita del film con protagonista Mark Wahberg è ancora ignota, nonostante i cambi di regista, che hanno visto Peter Berg sostituito prima da Damián Szifrón, in seguito da Travis Knight. Anche lo sceneggiatore è stato sostituito con gli autori Harve Bennett (già autore della sceneggiatura di alcuni film di Star Trek della serie classica) e Bill Dubuque (creatore, tra le altre cose, della serie televisiva Ozark). Ad agosto 2024, nonostante siano passati ormai dieci anni dall'annuncio della produzione, Mark Wahlberg ha promesso aggiornamenti a breve, dimostrandosi ottimista e determinato a portare a termine il progetto nonostante i ritardi e nonostante il budget sia aumentato a causa dell'inflazione.

## Dischi

### Audiolibri
La Peter Pan Records e la sua compagnia gemella Power Records hanno pubblicato numerosi album in vinile contenenti storie originali, compreso un adattamento del primo film per la televisione, in versione radiodramma, molti dei quali sono poi stati adattati come fumetti da leggere ascoltando il disco. Sono stati pubblicati tre album di storie originali, compreso un album a tema natalizio. Storie individuali sono state distribuite anche in altri formati, compresi singoli da 7".

### Colonne sonore
I titoli di testa e di coda dei film per la televisione del 1973 Vino, donne e guerra e Complotto internazionale, utilizzavano una canzone scritta da Glen A. Larson e cantata da Dusty Springfield, con corista Ron "Escalade" Piscina. Questa canzone è stata utilizzata anche come musica per promuovere la serie L'uomo da sei milioni di dollari. Quando la serie L'uomo da sei milioni di dollari è iniziata, la canzone è stata sostituta con un brano strumentale composto da Oliver Nelson, The from The Six Million Dollar Man. Il primo episodio regolare, Popolazione: zero (Population: Zero ), trasmesso il 18 gennaio 1974, ha introdotto un nuovo elemento nella sequenza di apertura: la voce fuori campo di Oscar Goldman che spiega la logica alla base della creazione di un uomo bionico. La narrazione della prima stagione e la disposizione dei titoli di testa del tema di Nelson erano più brevi rispetto a quelle utilizzate dalla seconda stagione in poi. Entrambi questi brani musicali non sono mai stati pubblicati dai rispettivi autori nella loro discografia.
Il tema composto da Oliver Nelson è stato pubblicato in numerose versioni da altri artisti, ma non è mai stata pubblicata la versione originale. Il musicista Richard "Groove" Holmes ne ha pubblicata una nel suo album The Six Million Dollar Man in stretta collaborazione con lo stesso Nelson, che ha arrangiato il brano e diretto l'orchestra. Questa versione è, tra quelle pubblicate, la più vicina all'originale, a parte il lungo assolo di organo di Richard Holmes.
L'autore della sigla de La donna bionica, Theme Song for The Bionic Woman (nemmeno questa mai pubblicata su supporto discografico ufficiale), è opera del musicista Jerry Fielding. Tuttavia ben presto questi venne rimpiazzato da Joe Harnell, quest'ultimo celebre anche per il suo Lonely Man Theme, sigla della serie televisiva L'incredibile Hulk. Nella sua autobiografia, Counterpoint. The Journey of a Music Man, Joe Harnell racconta di come sia giunto a lavorare ler La donna bionica: tra il compositore abituale Jerry Fielding e il produttore Kenneth Johnson si svilupparono degli attriti, che portarono Fielding a lasciare il progetto poco dopo la prima stagione. Per la produzione dell'episodio Bellezza bionica (Bionic Beauty, trasmesso il 17 marzo 1976), Harnell venne convocato per scrivere un arrangiamento del brano Feelings e scrivere una nuova canzone per la guest star Bert Parks. Questo portò Harnell a comporre la colonna sonora dell'intero episodio e quindi diventare il compositore abituale della seconda stagione. Venne quindi chiesto ad Harnell di scrivere una nuova sigla di testa e una di coda, Harnell, inizialmente riluttante, perché non voleva rubare la scena all'amico Jerry Fielding, cercò di rifiutare, ma alla fine venne costretto suo malgrado dalla produzione. Dopo le proteste di Fielding la produzione si risolse a utilizzare il tema di Fielding per la sigla di testa e quello di Harnell per la sigla di coda. La prima uscita ufficiale contenente la musica di Joe Harnell per La donna bionica è il CD antologico del 2002 The Film Music of Joe Harnell, autopubblicato tramite il suo sito JoeHarnell.com. Successivamente alla morte del compositore sono stati pubblicati altri due CD, contenenti le musiche di interi episodi della serie: The Bionic Woman - Episodic Collection Vol. 1 - Kill Oscar Parts 1 & 3 e The Bionic Woman Vol.2 - The Return of Bigfoot Part 2.
Nell'edizione italiana della serie televisiva L'uomo da sei milioni di dollari, venne utilizzata come sigla la canzone Se, cantata da Nino Buonocore. Nell'edizione italiana della serie La donna bionica, per i titoli di testa è stato usato il brano Bambola bambina, cantato da Jimmy Fontana. Successivamente la sigla è stata sostituita con il tema musicale Dei di Formisano-Pennino. Entrambi questi brani sono stati pubblicati nel 1981 rispettivamente come 45 giri Se/Palinuro bar e Bambola bambina/La donna bionica, il primo da RCA Italiana, il secondo da RCA Original Cast.

## Fumetti
La Charlton Comics ha pubblicato sia un fumetto a colori che una rivista illustrata in bianco e nero, contenenti avventure originali e diversi adattamenti del primo film per la televisione. Mentre il fumetto è strettamente basato sulla serie e rivolto a un pubblico giovane, la rivista ha toni più cupi e violenti e sembra basarsi maggiormente sulla versione letteraria del personaggio, rivolta a lettori adulti. Entrambe le riviste sono state cancellate più o meno nello stesso periodo in cui è terminata la serie televisiva. Gli artisti Howard Chaykin e Neal Adams hanno collaborato frequentemente con entrambe le pubblicazioni. Steve Kahn, che in precedenza aveva pubblicato riviste sui Beatles e la rivista per fan adolescenti FLiP, ha collaborato con MCA e Charlton nella supervisione e nella pubblicazione di questi libri.
È stata prodotta anche una versione a fumetti britannica, scritta da Angus P. Allan, disegnata da Martin Asbury e stampata nel fumetto televisivo Look-In. Più o meno quando entrambe le serie televisive terminarono nel 1978, questa e la striscia Bionic Woman di Look-In si fusero in un unico titolo chiamato Bionic Action. Una serie di strisce a fumetti indipendenti è stata stampata sulla confezione di una serie di kit di modelli della Fundimensions basati sulla serie. In Colombia, una serie di fumetti in bianco e nero con disegni e storie di Jorge Peña è stata pubblicata alla fine degli anni settanta. Questa serie è stata concessa in licenza dagli studi Universal a GRECO (Grupo Editorial Colombiano), allora noto come Editoral Cinco, ora parte del Grupo Editorial Televisa. In Francia, Télé-Junior, una rivista dedicata agli adattamenti a fumetti di tutti i tipi di serie televisive e cartoni animati, ha anche pubblicato un fumetto intitolato L'Homme qui valait trois milliards (lett. "L'uomo che valeva tre miliardi"), con illustrazioni di Pierre Le Goff e storie di P. Tabet e Bodis. Un tascabile contenente la ristampa di diversi episodi di questa rivista è stato pubblicato nell'ottobre 1980.
Nel 1996, è stata annunciata una nuova serie di fumetti intitolata Bionix, che sarebbe dovuta essere pubblicata dalla Maximum Press. Il fumetto avrebbe dovuto essere una versione aggiornata sia de L'uomo da sei milioni di dollari che de La donna bionica e avrebbe dovuto presentare nuove caratterizzazioni dei due personaggi. Sebbene la rivista fosse già stata ampiamente pubblicizzata su riviste specializzate in fumetti, alla fine non è stata mai pubblicata.
Il 24 agosto 2011 la Dynamite Comics ha pubblicato il primo numero di The Bionic Man, un adattamento scritto da Kevin Smith e basato su una sceneggiatura che aveva scritto per una versione cinematografica degli anni novanta mai prodotta de L'uomo da sei milioni di dollari. Dopo averne concluso l'adattamento in fumetti della serie televisiva nella primavera del 2012, la serie di fumetti ha cominciato a pubblicare storie originali, così come a una rivisitazione della trama originale del doppio episodio della terza stagione Il segreto del bigfoot - 1ª parte e Il segreto del bigfoot - 2ª parte (The Secret of Bigfoot: Part 1 e The Secret of Bigfoot: Part 2, originalmente trasmessi il 1º e il 4 febbraio 1976). Qualche mese dopo ha fatto seguito un fumetto spin-off che rivisita La donna bionica e, nel gennaio 2013, la Dynamite ha lanciato una miniserie crossover, The Bionic Man vs. The Bionic Woman. Le illustrazioni di queste serie, copertine e interni, variano tra Austin reso con le sembianze di Lee Majors e non. All'inizio del 2014, la Dynamite ha interrotto i titoli reboot e li ha sostituiti con una nuova serie,  The Six Million Dollar Man Season 6, che prosegue le avventure di Austin oltre le storie presentate nella serie televisiva e che contiene personaggi non solo con le sembianze di Lee Majors, ma anche di altri attori ricorrenti della serie come Richard Anderson e Darren McGavin, quest'ultimo nel ruolo di Oliver Spencer, tra i protagonisti del film per la televisione Dalla luna al deserto. Jaime Sommers è stata reintrodotta a partire dal numero 3, con una serie di fumetti spin-off intitolati The Bionic Woman Season 4, annunciati nel giugno 2014 e poi lanciati nell'autunno successivo. Successivamente la Dynamite ha pubblicato altri titoli crossover che vedono il personaggio di Jaime Sommers collaborare coi personaggi di Charlie's Angels o con Lynda Carter (la Wonder Woman della serie televisiva tratta dai fumetti DC Comics Wonder Woman, oltre a un crossover con Steve Majors che incontra personaggi di G.I. Joe.

## Personaggi
Protagonista del franchise è il personaggio di Steve Austin, interpretato da Lee Majors e creato da Martin Caidin per i suoi romanzi e in seguito adattato per la televisione da Kenneth Johnson. Protagonista secondaria, principalmente dello spin-off La donna bionica e del suo remake Bionic Woman, è il personaggio di Jaime Sommers, interpretata nella serie originale da Lindsay Wagner e nel remake da Michelle Ryan, creata non da Caidin per i suoi romanzi, ma da Johnson per la serie televisiva originale e adattata da David Eick per la serie remake.
Entrambi i personaggi protagonisti, Steve Austin e Jaime Sommers, sono considerati delle icone televisive della fantascienza degli anni settanta, e Jaime Sommers è inoltre considerata una icona femminista, al pari di altri personaggi immaginari femminili dotati di forza e iniziativa, come ad esempio Wonder Woman.

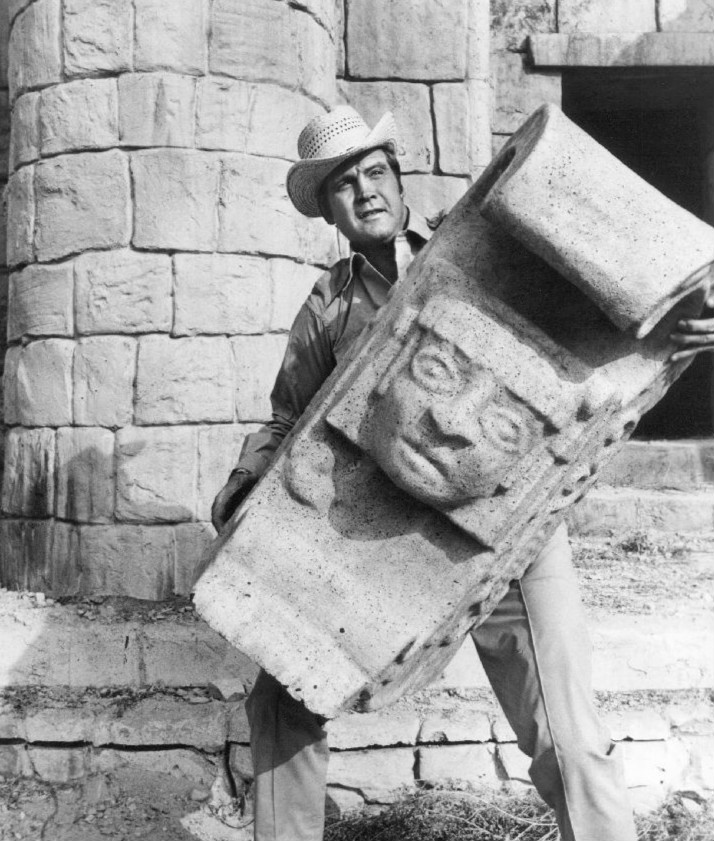
Lee Majors nei panni di Steve Austin, nel film Vino, donne e guerra

- Steve Austin è un ex astronauta, in seguito agente dell'OSO/OSI, che, a seguito di un incidente aereo militare quasi mortale, come risultato di un progetto governativo classificato, è stato ricostruito nel primo "uomo bionico" del mondo, subendo l'impianto di numerose protesi cibernetiche artificiali chiamate appunto "bioniche". È il protagonista della serie di romanzi Cyborg di Martin Caidin e della serie televisiva da essi tratta, L'uomo da sei milioni di dollari, apparendo inoltre in tutti gli spin-off, La donna bionica e i film per la televisione, ma non nella serie remake Bionic Woman.
Per mantenere la plausibilità dello spettacolo, il produttore Kenneth Johnson ha fissato limiti molto specifici alle capacità di Steve Austin.[28] Gli impianti hanno ad esempio il difetto che il freddo interferisce con le loro funzioni tuttavia, quando Austin torna a una temperatura più calda, gli impianti riacquistano rapidamente la piena funzionalità. La prima stagione ha anche stabilito che i bionici di Austin non funzionano correttamente nella micro-gravità dello spazio, anche se in seguito questo viene modificato. L'occhio bionico inoltre è vulnerabile all'attacco con ultrasuoni, con conseguente cecità e vertigini. Non è spiegato comunque come il corpo organico di Austin sia in grado di resistere allo stress dell'hardware bionico o alle prestazioni di capacità sovrumane.
I miglioramenti bionici di Austin sono: l'occhio sinistro bionico, che ha un obiettivo zoom 20.2:1, una funzione di visione notturna e altro; gambe bioniche, che gli permettono di correre ad alta velocità e fare grandi salti; braccio bionico, che ha la forza equivalente di un bulldozer e contiene un segnalatore Geiger.
Per indicare agli spettatori che Austin sta usando i suoi miglioramenti bionici, le sequenze con lui che compie compiti sovrumani vengono presentate al rallentatore e accompagnate da un effetto sonoro elettronico che è diventato caratteristico della serie.
Il personaggio di Steve Austin è stato interpretato dall'attore Lee Majors in tutte le sue apparizioni. Nella distribuzione in italiano de L'uomo da sei milioni di dollari e La donna bionica, il personaggio è stato doppiato da Roberto Del Giudice.[29][30]
- Jaime Sommers è una campionessa di tennis che, in seguito a un incidente, viene sottoposta a un intervento chirurgico nel quale le vengono innestati una serie di impianti bionici, facendola diventare la "donna bionica", dotata di particolari poteri e capacità che ne fanno una "super eroina". Inizialmente fidanzata di Steve Austin nella serie L'uomo da sei milioni di dollari, ha una crisi di rigetto nei confronti degli impianti bionici e viene data per morta. Successivamente viene riportata in vita e diviene protagonista della serie spin-off La donna bionica, nella quale diventa a sua volta un agente segreto, mantenendo al contempo una "identità segreta" in cui lavora come insegnante.
Nella serie remake Bionic Women viene rimosso ogni legame con Steve Austin e il personaggio è una barista che, divenuta la "donna bionica" viene ingaggiata da un organismo segreto antiterroristico.
Jaime Sommers non è stata creata da Martin Caidin, ma dallo sceneggiatore e produttore Kenneth Johnson, appositamente per l'arco narrativo de L'uomo da sei milioni di dolari che la vede inizialmente coinvolta. La seconda Jaime Sommers è invece opera del creatore della serie remake, David Eick.
Jaime Sommers è stata interpretata da Lindsay Wagner in tutte le sue apparizioni dal 1975 al 1994 e da Michelle Ryan nella serie televisiva Bionic Woman del 2007. Nella distribuzione in italiano de L'uomo da sei milioni di dollari e La donna bionica è stata doppiata da Franca De Stradis, mentre nel film Scontro bionico è stata doppiata da Maria Pia Di Meo e nella serie televisiva remake Bionic Woman da Domitilla D'Amico.
- Oscar Goldman è il direttore delle operazioni dell'OSO/OSI e diretto superiore di Steve Austin e di Jaime Sommers. Il personaggio è stato creato da Martin Caidin per il suo romanzo Cyborg, venendo ripreso sia nella serie L'uomo da sei milioni di dollari, dove fa il suo debutto nel secondo film per la televisione Vino, donne e guerra, che nello spin-off La donna bionica. Compare inoltre nei film per la televisione sequel trasmessi tra gli anni ottanta e gli anni novanta.
Nel primo film per la televisione, Dalla Luna al deserto, Goldman viene rimpiazzato da un altro personaggio, Oliver Spencer (interpretato da Darren McGavin), per poi ritornare nella serie televisiva. Il rapporto tra la versione televisiva di Austin e Oscar è molto più amichevole della loro controparte letteraria, sebbene in numerosi episodi Austin si dimostri frustrato dall'essere il "cagnolino bionico" dell'OSI.
Oscar Goldman viene interpretato in tutte le sue apparizioni dall'attore statunitense Richard Anderson, doppiato in italiano da Germano Longo.[29][30]
- Rudy Wells è il medico e supervisore primario della tecnologia bionica di Steve Austin e di Jaime Sommers. Il personaggio compare sia nella serie L'uomo da sei milioni di dollari che nella serie spin-off La donna bionica, oltre che nei film per la televisione.
Rudy Wells viene interpretato da Martin Balsam, nel primo film per la televisione Dalla luna al deserto (1973); da Alan Oppenheimer, nei film per la televisione Vino, donne e guerra (1973) e Complotto internazionale (1973) e nelle prime tre stagioni de L'uomo da sei milioni di dollari (1974-1975); da Martin E. Brooks, nelle ultime tre stagioni de L'uomo da sei milioni di dollari (1975-1978), ne La donna bionica (1976-19783), nei film per la televisione Il ritorno dell'uomo da sei milioni di dollari (1987), Scontro bionico (1989) e Il ritorno della donna bionica (1994).
Nell'edizione in italiano della serie televisiva L'uomo da sei milioni di dollari, sia nell'interpretazione di Oppenheimer, che in quella di Brooks, viene doppiato da Oliviero Dinelli.[29]

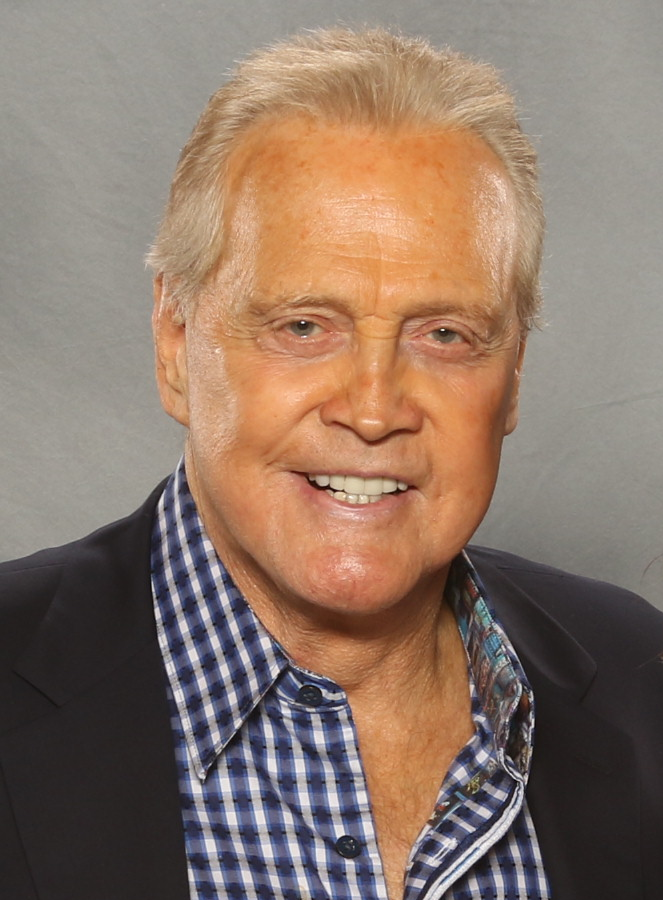
Lee Majors, interprete di Steve Austin
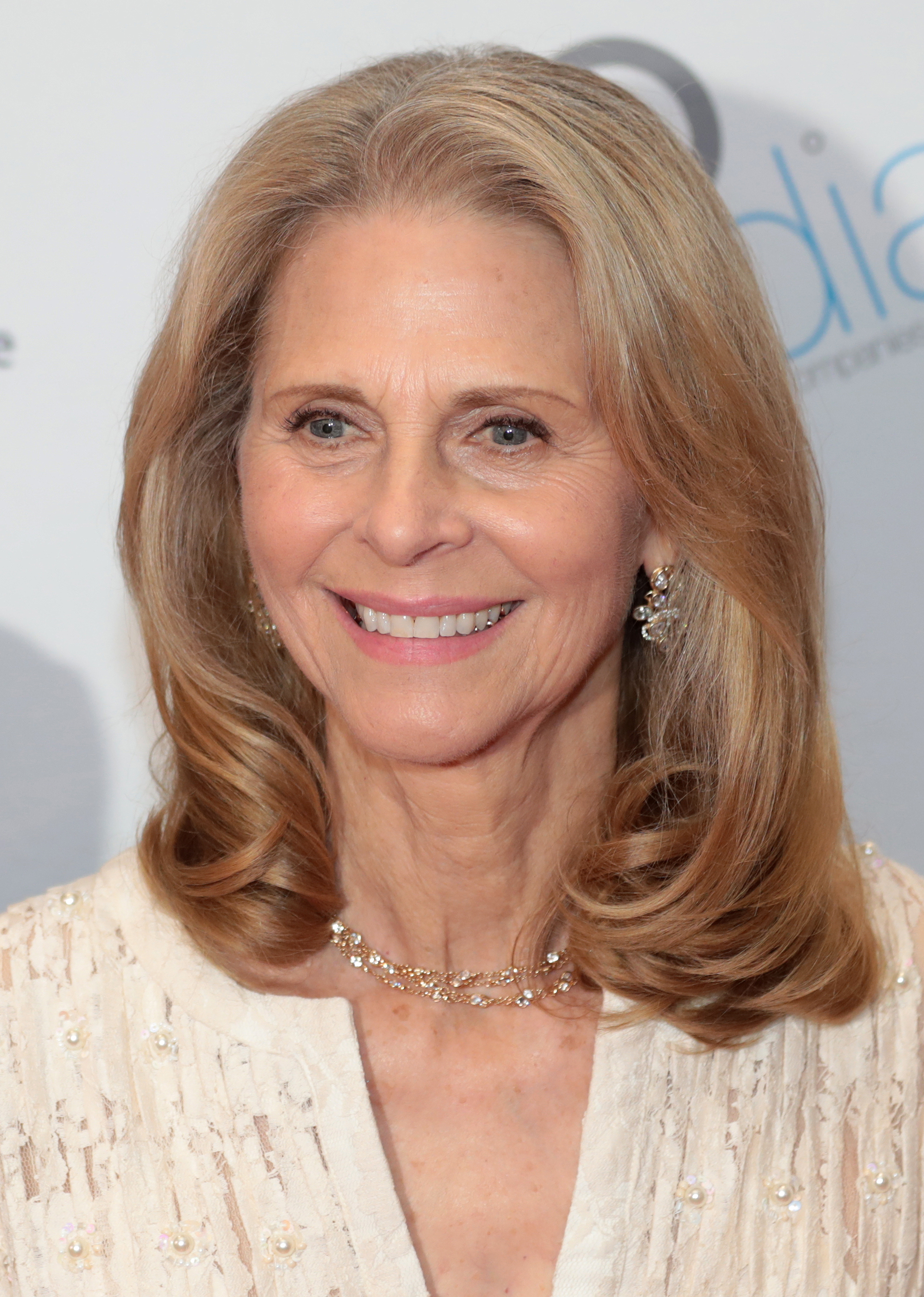
Lindsay Wagner, prima e più celebre interprete di Jaime Sommers
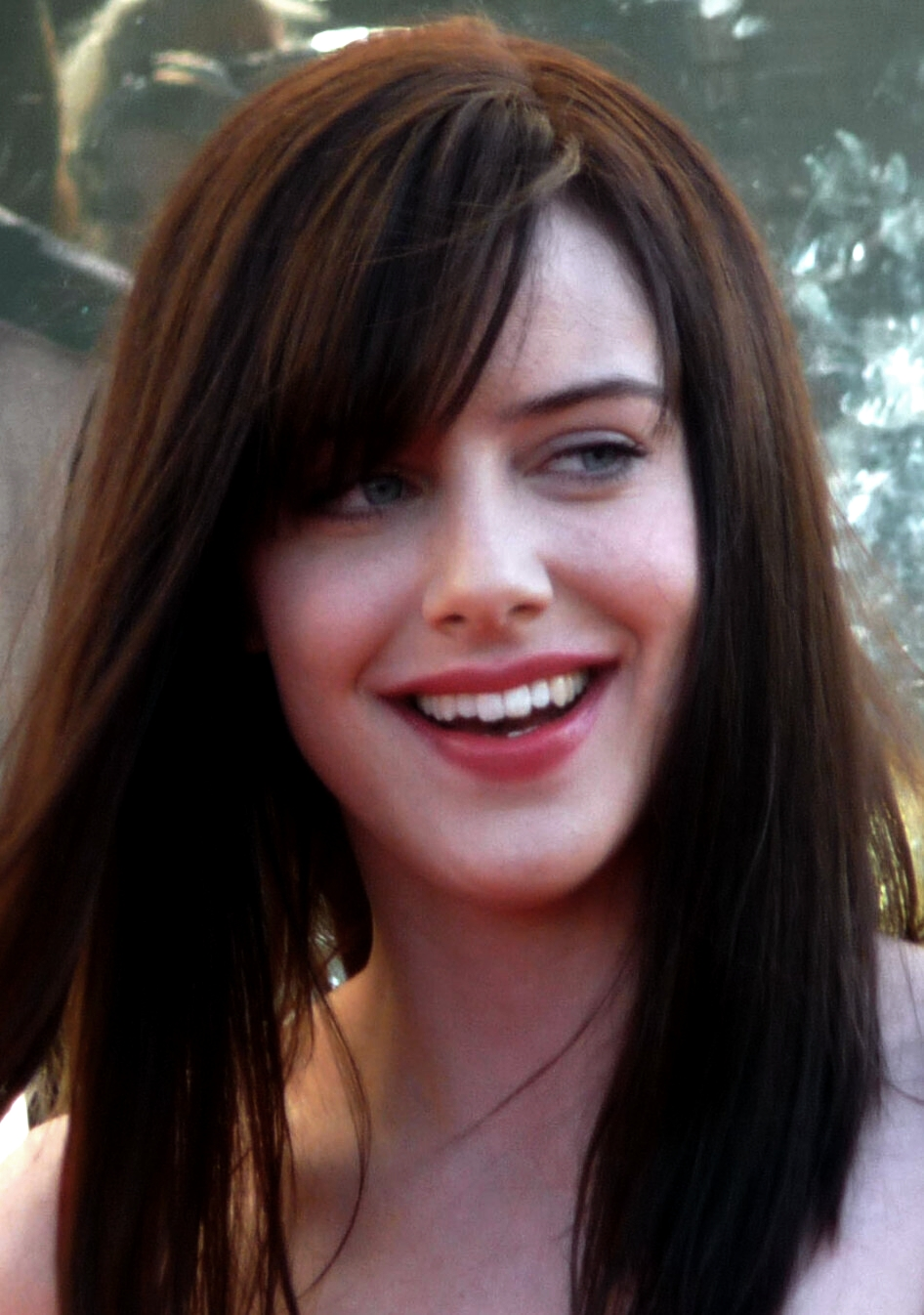
Michelle Ryan, interprete di Jaime Sommers nella serie Bionic Woman
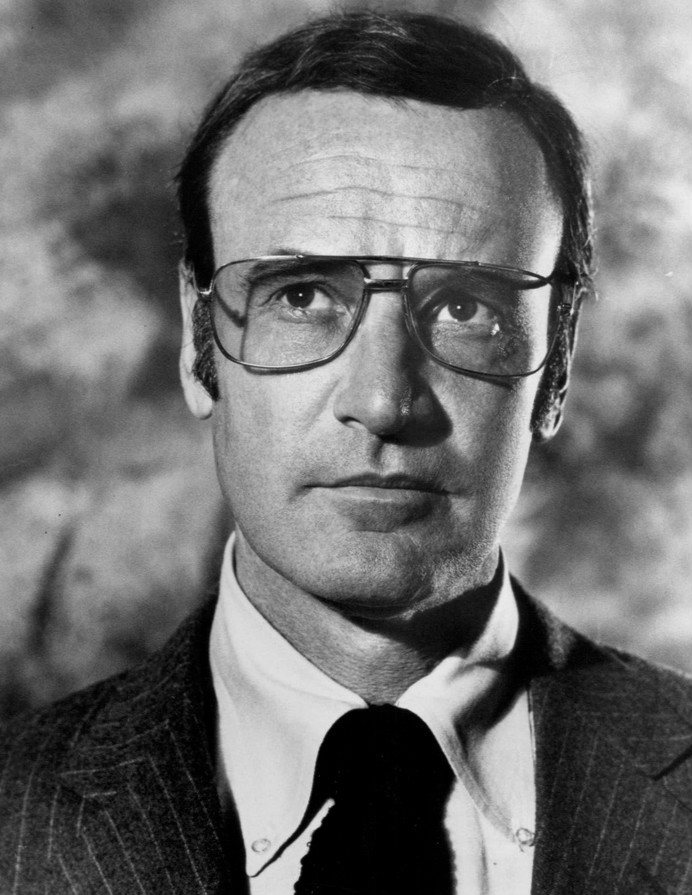
Richard Anderson, interprete di Oscar Goldman
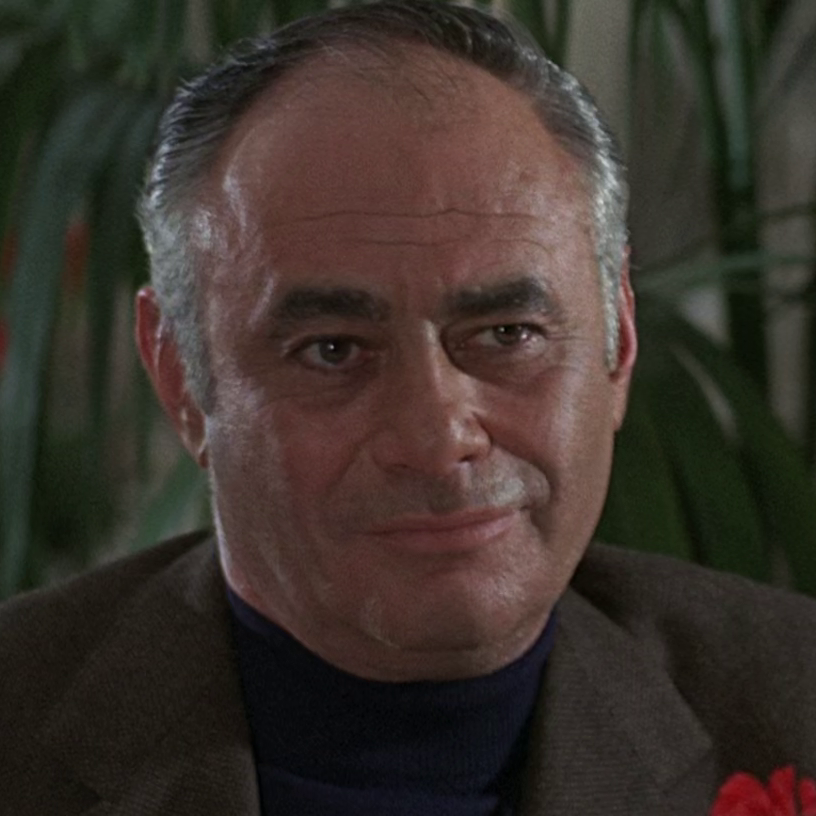
Martin Balsam, il primo interprete di Rudy Wells
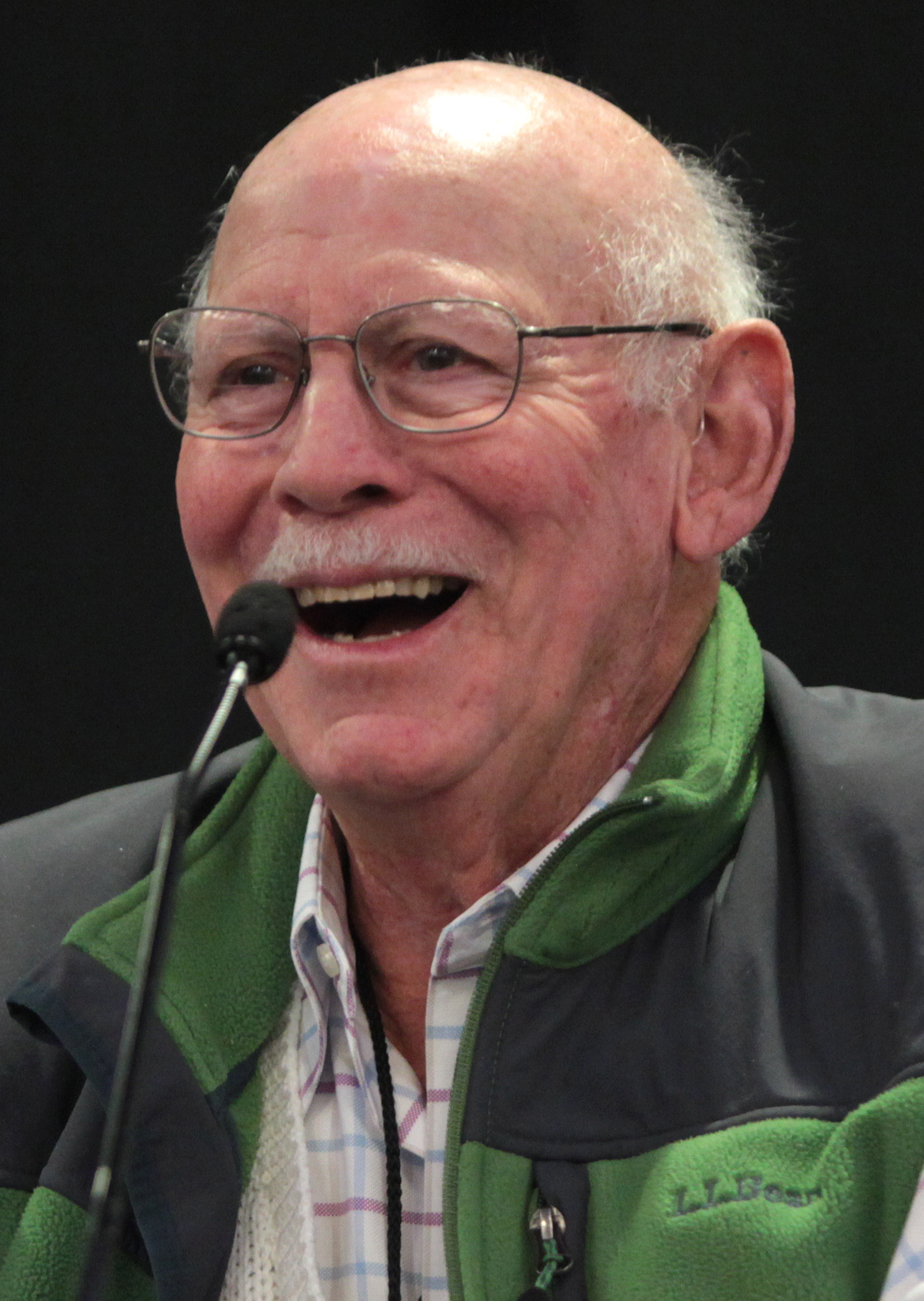
Alan Oppenheimer, il secondo interprete di Rudy Wells

## Office of Scientific Intelligence
L'Office of Scientific Intelligence (OSI) è l'organizzazione segreta diretta da Oscar Goldman (Oliver Spencer nel primo film L'uomo da sei milioni di dollari - Dalla Luna al deserto), per la quale lavorano Steve Austin e Jaime Sommers, e che ha finanziato la loro ricostruzione bionica. L'OSI è una divisione del Dipartimento di Stato degli Stati Uniti che si occupa della ricerca e dello sviluppo di nuove tecnologia utili alla difesa nazionale.
L'organizzazione ha sede a Washington, dove si trova l'ufficio di Oscar Goldman, mentre il laboratorio di Rudy Wells ha sede a Colorado Springs, in Colorado. Altri laboratori sono collocati nella sede centrale di Washington. Un'altra struttura, che appare verso la fine della serie L'uomo da sei milioni di dollari ha sede a Los Angeles, in California.

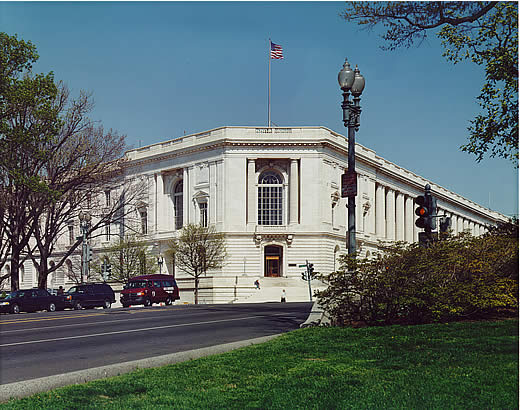
Il Russel Senate Office Building di Washington, utilizzato nelle riprese come sede dell'OSI

Il nome dell'organizzazione e il significato dell'acronimo OSI ha subito numerose varianti nel corso delle serie e dei film, generando talvolta confusione. Il nome prevalente nelle serie L'uomo da sei milioni di dollari e La donna bionica è quello di Office of Scientific Intelligence (lett. "Ufficio di intelligence scientifica"). Occasionalmente sono apparsi altri nomi, tra cui, il più ricorrente Office of Scientific Information (lett. "Ufficio di informazione scientifica"), utilizzato in tutti i film sequel. Nel teaser trailer dell'episodio pilota de La donna bionica, Bentornata Jaime, Oscar Goldman lo chiama Office of Scientific Investigation (lett. "Ufficio di investigazione scientifica"), nome poi ripreso anche sulla copertina dell'edizione home video de La donna bionica. Nei fumetti della Charlton vengono usati non meno di tre differenti nomi, tra cui: Office of Scientific Intelligence, Office of Strategic Information e Office of Strategic Intelligence. Mentre i romanzo usano anche la variante Office of Strategic Intelligence.
Nei romanzi di Martin Caidin l'organizzazione a cui fa capo Steve Austin è invece l'OSO, che sta per Office of Strategic Operations, acronimo mantenuto solamente nel primo film per la televisione, L'uomo da sei milioni di dollari - Dalla Luna al deserto, ma sostituito da OSI già nel successivo L'uomo da sei milioni di dollari - Vino, donne e guerra. Il nome OSO viene inoltre mantenuto in molte delle avventure dei fumetti britannici con protagonista Steve Austin e appare inoltre nelle novelizzazioni scritta da Mike Jahn e altri, dal momento che questi libri si propongono di mantenere una cerca continuità con i libri di Caidin.
L'edificio utilizzato nelle riprese come sede dell'OSI è il Russell Senate Office Building, sito a Nord-Est del Campidoglio, a Washington.
Nella realtà sembra essere esistito realmente un OSO all'interno dell'intelligence degli Stati Uniti: l'Operational Support Office, che fa parte del National Reconnaissance Office (NRO) - la cui esistenza è rimasta segreta fino al 1992 - e si occupa della trasmissione di dati alle unità militari. L'analogo ufficio più simile all'OSI nella realtà sarebbe probabilmente l'Interim Research and Intelligence Service, suddivisione del Dipartimento di Stato di breve durata, risultato dello smembramento dell'OSS alla fine della seconda guerra mondiale. È poi esistito veramente un Office of Scientific Intelligence come parte della CIA, fondato nel 1948 e trasferito nel 1963 al Directorate of Science and Technology. Un altro OSO, lOffice of Special Operations, era inoltre attivo negli anni successivi alla fine della seconda guerra mondiale come divisione del Central Intelligence Group, precursore della CIA.
Dopo gli attacchi dell'11 settembre 2001 è stato fondato inoltre un OSI all'interno del Pentagono, con la funzione di raccogliere informazioni sulla guarra al terrorirsmo, anche se, così come nella finzione, anche per questo acronimo sembrano esistere più versioni del suo significato. Un articolo del 2002 di The New York Times lo interpretava come Office of Stretegic Influence, mentre altri lo interpretano come Office of Strategic Information.

## Merchandising
- Nel 1975 la Kenner, che più tardi diverrà nota per le action figure da 3,75 pollici (9,5 cm) di Guerre stellari e della DC Comics, produsse un'action figure di 13 pollici (33 cm) con abiti in stoffa raffigurante Steve Austin.[36] La linea comprende molti abiti, accessori, playset e veicoli, oltre ad altri giocattoli, non destinati all'action figure, tra cui un set Play-Doh, un visore stereoscopico See-A-Show e un proiettore Give-A-Show.[36] Dell'action figure, tra il 1975 e il 1978, ne sono state prodotte tre versioni, e inoltre è stata realizzata l'action figure del Bionic Bigfoot, lo "scimmione" protagonista di uno dei più noti episodi della serie televisiva; quella del Maskatron, un robot che aveva la possibilità di cambiare faccia; quella di Oscar Goldman; la Montgomery Ward, inoltre, ha realizzato anche l'action figure del Dr. Kromedome, definito il Bionic Villain.[36]
L'action figure di Steve Austin è stata uno dei giocattoli più popolari negli Stati Uniti degli anni settanta.[36] La prima versione del giocattolo, distribuita nel 1975, era dotato, tra le altre cose, di un "occhio telescopico", ovvero una lente al posto dell'occhio sinistro, che permetteva ai bambini di guardare attraverso di esso.[36] Il personaggio era inoltre dotato di un "braccio bionico" in grado di sollevare fino a 2 libbre (0,91 kg), emettendo dei suoni elettronici, e la pelle poteva essere sollevata così da mostrare gli impianti bionici sottostanti.[36] La versione uscita nel 1976 apportava alcune differenze, la più importante delle quali era il cosiddetto bionic grip, sostanzialmente, premendo un pulsante sulla schiena, l'action figure era in grado di "afferrare" qualsiasi oggetto e sollevarlo.[36] La terza versione, infine, distribuita nel 1978, era dotata di un bionic arm, cioè di un "braccio bionico", che permetteva al personaggio di sferrare un colpo di karate (similmente al Big Jim della Mattel).[36]
Con il successo della serie televisiva La donna bionica, la Kenner nel biennio 1976-1977 mette in produzione anche l'action figure di Jaime Sommers.[37] La linea comprende tra l'altro: il personaggio Fembot, ovvero un personaggio sullo stile del personaggio Maskatron: una testa robotica, con facce intercambiabili; Jaime Sommers, distribuita in tre varianti, con diversi abiti; numerosi set di abiti; alcuni playset, tra cui un salone di bellezza, due case, la scrivania della classe scolastica dove Jaime Sommers insegna, un'automobile stile Corvette e, così come per la sua controparte maschile, un set Play-Doh, un proiettore Give A Show e un visore stereoscopico See-A-Show.[37]

## Accoglienza
Troy Brownfield di The Saturday Evening Post sottolinea la valenza del personaggio di Steve Austin come icona televisiva degli anni settanta, ricordando che così come il primo film che ha preceduto la serie, L'uomo da sei milioni di dollari - Dalla Luna al deserto, anche la serie stessa che lo vede protagonista, siano stati un immediato successo di pubblico per l'emittente televisiva ABC, in quegli anni. Brownfield sottolinea inoltre come il personaggio del cyborg Steve Austin abbia avuto un grosso impatto nella cultura dell'epoca e abbia esercitato una notevole influenza nella creazione di serie e personaggi della fantascienza televisiva successivi, tra cui il personaggio di Cyborg, della DC Comics, presente in fumetti, animazione e nei film del DC Extended Universe; i Borg, la specie aliena aggressiva proveniente dal Quadrante Delta della galassia dell'universo di Star Trek; o ancora nel wrestling, dove Steve Anderson ha adottato il ring name "Steve Austin".
La Jaime Sommers originaria, interpretata da Lindsay Wagner, è considerata un'icona femminista, venendo definita dalla rivista Time nel 1976 come "una Wonder Woman dei giorni nostri" e nel 1977 come "l'argomento più attraente per il femminismo". La donna bionica è stata trasmessa in un periodo in cui "il movimento ERA (Equal Rights Amendment) era molto vivo", secondo quanto affermato dal produttore della nuova serie, David Eick. "La donna bionica è statala prima serie televisiva in cui la donna non era la moglie o la fidanzata o la madre del ragazzo". Nonostante questi riscontri, altri notano la contraddizione intrinseca nei personaggi femministi degli anni settanta, come la Jaime Sommers de La donna bionica, anche la Wonder Woman interpretata da Lynda Carter nell'omonima serie televisiva o le tre Charlie's Angels, tutte donne "oggettificate" dagli uomini per trasmettere un messaggio di lipstick feminism. Nel 2004, il personaggio di Jaime Sommers, nella sua prima versione interpretata da Lindsay Wagner, è stato inserito nella lista dei 100 migliori personaggi televisivi di Bravo. AOL l'ha inserita tra le 100 attrici televisive interpreti dei personaggi più memorabili.
La nuova incarnazione di Jaime Sommers, interpretata da Michelle Ryan, è stata criticata dai critici televisivi perché rappresenterebbe più stereotipi di genere rispetto all'originale, Annalee Newitz di AlterNet sostiene che il personaggio non sia più una donna in carriera indipendente (professionista di tennis e insegnante) ma piuttosto una studentessa universitaria e barista, che nonostante venga descritta come dotata di un quoziente intellettivo molto alto, non è altrimenti in grado di essere "l'eroina definitiva della liberazione delle donne" che era stata l'originale. Lindsay Wagner, l'originale "Donna Bionica", ha definito la nuova serie come "oscura, cupa e violenta", descrivendo la nuova Jaime, interpretata da Michelle Ryan, in questi termini: "È un personaggio femminile forte e combattivo... Ha una sua vulnerabilità. È molto affettuosa e compassionevole. Penso che abbia una morale elevata. Mette sempre in discussione le cose. Dice: 'Noi siamo i buoni, e non penso che sia giusto'.". Sostenendo, inoltre, che "È anche un vero maschiaccio. È vera. Penso che sia molto con i piedi per terra e abbia un buon cuore, ma ha anche un certo carattere.". Sono stati tracciati parallelismi tra la nuova Jaime e le eroine degli anni novanta che l'hanno preceduta. Alcuni commentatori hanno sottolineato una somiglianza con Buffy Summers, protagonista della serie televisiva soprannaturale Buffy l'ammazzavampiri, nel senso che le è stato dato, suo malgrado, un pesante fardello da sopportare. Ciò si estende anche alla relazione tra Jaime e la sua controparte e antagonista, la nemica Sarah Corvus, che viene descritta dai recensori come simile alla dinamica tra Buffy e la sua antagonista Faith Lehane in Buffy l'ammazzavampiri. Altri commentatori affermano che la relazione tra Jaime e il direttore del programma di bionica Jonas Bledsoe è parallela a quella tra Buffy e il suo mentore Rupert Giles, così come il Gruppo Berkut svolge all'interno della trama un ruolo similare a ciò che il Consiglio degli Osservatori fa in Buffy, ovvero quello degli "oppressori patriarcali".

## Influenze culturali
- Il personaggio del cyborg Steve Austin ha avuto un grosso impatto nella cultura popolare e ha certamente esercitato una notevole influenza nella creazione di serie e personaggi della fantascienza televisiva e cinematografica successivi, tra cui il personaggio di Cyborg, della DC Comics, presente in fumetti, animazione e nei film del DC Extended Universe; i Borg, la specie aliena aggressiva proveniente dal Quadrante Delta della galassia dell'universo di Star Trek; i protagonisti dei franchise di fantascienza RoboCop e Terminator.[1][48]
- Nel 1975 il musicista jazz Richard Holmes ha pubblicato un album di genere jazz-funk intitolato Six Million Dollar Man, contenente tra le altre cose una sua versione del tema della serie televisiva L'uomo da sei milioni di dollari.
- In Brasile, durante la dittatura militare, alcuni importanti funzionari del governo, precedentemente eletti tramite suffragio indiretto, furono nominati dal Presidente del Brasile o eletti indirettamente tra una rosa di candidati scelti dal presidente stesso. Tali politici furono soprannominati "bionici" (in portoghese biônicos), a causa della popolarità della serie televisiva e dell'associazione con il percepito potere straordinario e l'influenza detenuta dai funzionari stessi. Tra il 1964 e il 1985, il Brasile arrivò ad avere senatori, governatori e sindaci "bionici". Con la Costituzione del Brasile, promulgata nel 1988, tutte le nomine "bioniche" furono abolite.[49][50][51]
- In Indonesia, nel 1981, il gruppo comico Warkop ha pubblicato una commedia-parodia della serie intitolata Manusia 6.000.000 Dollar (lett. "L'uomo da sei milioni di dollari").[52]
- Il popolare wrestler professionista Steven James Anderson, ha dichiarato durante il discorso al suo inserimento nella WWE Hall of Fame, che ha scelto di cambiare legalmente il nome in Steve Austin perché fan della serie televisiva L'uomo da sei milioni di dollari.

## Filmografia

### Cinema
- Secret of Bigfoot, regia di Alan Crosland Jr. (1979)
- Squali!, regia di Alan J. Levi (1979)

### Televisione
- L'uomo da sei milioni di dollari - Dalla Luna al deserto (The Six Million Dollar Man), regia di Richard Irving - film TV (1973)
- L'uomo da sei milioni di dollari - Vino, donne e guerra (The Six Million Dollar Man: Wine, Women and War), regia di Russ Mayberry - film TV (1973)
- L'uomo da sei milioni di dollari - Complotto internazionale (The Six Million Dollar Man: The Solid Gold Kidnapping), regia di Russ Mayberry - film TV (1973)
- L'uomo da sei milioni di dollari (The Six Million Dollar Man) - serie TV (1974-1978)
- La donna bionica (The Bionic Woman) - serie TV (1976-1978)
- Il ritorno dell'uomo da sei milioni di dollari (The Return of the Six Million Dollar Man and Bionic Woman), regia di Ray Austin - film TV (1987)
- Scontro bionico (Bionic Showdown: The Six Million Dollar Man and the Bionic Woman), regia di Alan J. Levi - film TV (1989)
- Il ritorno della donna bionica (Bionic Ever After?), regia di Alan J. Levi - film TV (1994)
- Bionic Woman - serie TV (2007)

## Libri

### Serie originale
- (EN) Martin Caidin, Cyborg, Westminster, Maryland, Arbor House, 1972, ISBN 0-87795-025-3.
- (EN) Martin Caidin, Operation Nuke, Westminster, Maryland, Arbor House, 1973.
- (EN) Martin Caidin, High Crystal, Westminster, Maryland, Arbor House, 1974.
- (EN) Martin Caidin, Cyborg IV, Westminster, Maryland, Arbor House, 1975.

### Novelizzazioni
- (EN) Mike Jahn, Wine, Women and War, Warner Bros., 1975, ISBN 978-0446768337.
- (EN) Evan Richards, Solid Gold Kidnapping.
- (EN) Jay Barbree, Pilot Error.
- (EN) Mike Jahn, The Rescue of Athena One.
- (EN) Mike Jahn, The Secret of Bigfoot Pass.
- (EN) Mike Jahn, International Incidents.

## Discografia parziale

### Singoli
- 1981 - Nino Buonocore Se/Palinuro bar (RCA Italiana)
- 1981 - Jimmy Fontana Bambola bambina/La donna bionica (RCA Original Cast)

### Audiolibri

#### Album
- 1976 - The Six Million Dollar Man - Volume 2 (Power Records)
- 1977 - Six Million Dollar Man (Peter Pan Records)
- 1977 - The Six Million Dollar Man - Hear 4 Exciting New Stories (Power Records)
- 1978 - The Six Million Dollar Man - Hear 4 Exciting Christmas Adventures (Peter Pan Records)

#### Singoli
- 1976 - Six Million Dollar Man - The Bionic Berserker
- 1978 - The Toymaker / The Kris Kringle Caper (Elves Revolt)